# Caryometra spinosa
Caryometra spinosa is een haarster uit de familie Antedonidae.
De wetenschappelijke naam van de soort werd in 1940 gepubliceerd door Austin Hobart Clark.